# Liste der Bischöfe von Ceuta
Die folgenden Personen waren Bischöfe von Ceuta (Spanien):
- Lorenz von Portugal (1266–...)
- Aymaro de Aurillac (1421–1443)
- Johann Manuel von Portugal und Vilhena (1443–1459)
- Alvaro (1459–1472)
- Juan Alfonso Ferraz (1472–1476)
- Pedro Martín (1477)
- Juan Galván (1477–1479)
- Justo Baldino (1479–1493)
- Fernando de Almeida o Coutinho (1493–1499)
- Diogo Ortiz de Vilhegas (1500–1505)
- Enrique de Coimbra (1505–1532)
- Diego de silva (1534–1539)
- Diego Ortiz de Villegas (1540–1544)
- Jaime de Lancastro (1545–1569)
- Francisco Cuaresma (1570–1576)
- Manuel de Ciabra (1577–1585)
- Diego de Correa Sousa (1585–1597)
- Héctor de Valladares Sotomayor (1598–1600)
- Jerónimo de Gouvea oder de Lissabon (1600–1602)
- Agustín de Aguiar (1613–1632)
- Gonçalvo (Gonzalo) de Silva (1632–1645)
- Juan de Palma (1647)
- Juan de Andrade (1655)
- Sedisvakanz (1645–1675)
- Antonio Medina Cachón Ponce de León (1675–1680)
- Juan Bautista de Aramburo (1680)
- Juan Porras y Atienza (1681–1683)
- Luis de Ayllón (1683–1684)
- Antonio Ibéñez de la Riva Herrera (1685–1687) (auch Erzbischof von Saragossa)
- Diego Ibáñez de Lamadrid y Bustamante (1687–1694)
- Vidal Marín (1694–1709)
- José Solvada (1709)
- Sedisvakanz (1709–1714)
- Sancho Antonio Belunza Corcuera (1713–1716) (auch Bischof von Coria)
- Francisco Laso de la Vega Córdova, O.P. (1716–1721) (auch Bischof von Plasencia)
- Tomás Crespo Agüero (1721–1727) (auch Erzbischof von Saragossa)
- Tomás del Valle, O.P. (1727–1731) (auch Bischof von Cádiz)
- Andrés Mayoral Alonso de Mella (1731–1738) (auch Erzbischof von Valencia)
- Miguel Aguiar (1738–1743)
- Martín Barcia Carrascal (1743–1756) (auch Bischof von Córdoba)
- José Patricio de la Cuesta Velarde (1756–1761) (auch Bischof von Sigüenza)
- Antonio Gómez de la Torre y Jaraveitia (1761–1770) (auch Bischof von Jaén)
- José Domingo Rivero (1770–1771)
- Manuel Fernández Torres (1771–1773)
- Felipe Antonio Solano Marín (1774–1779) (auch Bischof von Cuenca)
- Diego Martín Rodríguez, O.F.M. (1779–1785) (auch Bischof von Coria)
- Bartolomé Antonio Fernández Sobrado, O.F.M. Cap. (1785–1811)
- Andrés Esteban Gómez (1814–1816) (auch Bischof von Jaén)
- Rafael Manuel José Benito de Vélez Téllez, O.F.M. Cap. (1817–1824) (auch Erzbischof von Burgos)
- Francisco Javier García Casarrubios y Melgar, O. Cist. (1824–1825) (auch Bischof von Tui)
- Juan Sánchez Barragán y Vera (1830–1846)
- Ildefonso Joaquín Infante y Macías (1876–1877) (Administrator)
- José Proceso Pozuelo y Herrero (1877–1879) (Administrator)

Weiterführung unter Liste der Bischöfe von Cádiz